# 科諾托普 (戈羅德尼亞區)
51°44′36″N 31°41′53″E / 51.74333°N 31.69806°E
科諾托普（烏克蘭語：Конотоп）是位於烏克蘭北部切爾尼希夫州裏切爾尼希夫區的村莊，始建於1715年，面積4.51平方公里，海拔高度116米，2006年人口568，人口密度每平方公里124.6人。